# Belgique aux Jeux olympiques d'été de 1924
La Belgique participe aux Jeux olympiques d'été de 1924 à Paris en France. 172 athlètes belges, 166 hommes et 6 femmes, ont participé à 82 compétitions dans 17 sports. Ils y ont obtenu treize médailles : trois d'or, sept d'argent et trois de bronze.

## Médailles
| Médaille        | Discipline | Épreuve                    | Athlète | Performance | Date |
| --------------- | ---------- | -------------------------- | --- | ----------- | ---- |
| Or              | Boxe       | Poids welters (-66,7 kg)   | Jean Delarge |             |      |
| Or              | Escrime    | Épée individuel hommes     | Charles Delporte |             |      |
| Or              | Voile      | Monotype Olympique         | Léon Huybrechts |             |      |
| Argent          | Escrime    | Épée par équipes hommes    | Paul Anspach, Joseph De Craecker, Charles Delporte, Fernand de Montigny, Ernest Gevers, Léon Tom |             |      |
| Argent          | Escrime    | Fleuret par équipes hommes | Désiré Beaurain, Charles Crahay, Fernand de Montigny, Maurice Van Damme, Marcel Berré, Albert De Roocker |             |      |
| Argent          | Cyclisme   | Course par équipes         | Henri Hoevenaers, Alphonse Parfondry, Jean van den Bosch |             |      |
| Argent          | Cyclisme   | Course en ligne            | Henri Hoevenaers |             |      |
| Argent          | Natation   | 200 mètres brasse          | Joseph De Combe |             |      |
| Argent          | Water-polo |                            | \| Gérard Blitz \| \| Georges Fleurix \| \| \| \| Maurice Blitz \| \| Paul Gailly \| \| \| \| Joseph Cludts \| \| Joseph Pletinckx \| \| \| \| Joseph De Combe \| \| Jules Thiry \| \| \| \| Pierre Dewin \| \| Jean-Pierre Vermetten \| \| \| \| Albert Durant \| \| \| \| \| |             |      |
| Argent          | Lutte      | Poids moyens, 72 - 79 kg   | Pierre Ollivier |             |      |
| Bronze          | Boxe       | Poids moyens (-72,6 kg)    | Joseph Jules Beecken |             |      |
| Bronze          | Escrime    | Fleuret individuel hommes  | Maurice Van Damme |             |      |
| Bronze          | Cyclisme   | Poursuite par équipes      | Léonard Daghelinckx, Henri Hoevenaers, Fernand Saive, Jean van den Bosch |             |      |
| Gérard Blitz    |            | Georges Fleurix            | |             |      |
| Maurice Blitz   |            | Paul Gailly                | |             |      |
| Joseph Cludts   |            | Joseph Pletinckx           | |             |      |
| Joseph De Combe |            | Jules Thiry                | |             |      |
| Pierre Dewin    |            | Jean-Pierre Vermetten      | |             |      |
| Albert Durant   |            |                            | |             |      |